# Ragnar Tørnquist
Ragnar Tørnquist, född 31 juli 1970 i Oslo, Norge, är en norsk speldesigner och författare. Han arbetar för Funcom i Oslo.

## Spel
- Casper (1996)

### Producent/Designer
- Dragonheart: Fire & Steel (1996)
- The Longest Journey (1999)

### Författare/Regissör
- Anarchy Online (2001)
- Dreamfall (2006)
- The Secret World  (2011)
- Dreamfall Chapters (2014)